# カール・イケメ
カール・オノラ・イケメ（Carl Onora Ikeme、1986年6月8日 - ）は、イングランド・サットン・コールドフィールド出身のナイジェリア国籍の元サッカー選手。ポジションはゴールキーパー。元ナイジェリア代表。

## 経歴

### クラブ
2003-04シーズンに、当時プレミアリーグだったウルブスのアカデミーからトップチームに昇格した。トップチーム昇格後、フットボールリーグ2やフットボールリーグ1のチームに期限付き移籍した。
2011-12シーズンからウルブスの正ゴールキーパーとして登録された。2012年5月13日のウィガン・アスレティックFC戦で初出場。しかしチームは2-3で敗北した。
2017年7月に、急性白血病と診断されたと、ウルヴァーハンプトンが公表した。

### 代表
A代表はナイジェリア代表を選択し、2007年に初めて招集された。2015年9月5日、アフリカネイションズカップ2017予選のタンザニア代表戦において、A代表デビューをした。

## タイトル
ウルヴァーハンプトン・ワンダラーズFC
- EFLチャンピオンシップ:2017-18